# Ochthera innotata
Ochthera innotata är en tvåvingeart som beskrevs av Walker 1860. Ochthera innotata ingår i släktet Ochthera och familjen vattenflugor. Inga underarter finns listade i Catalogue of Life.